# You Right
«You Right» es una canción grabada por la cantante y rapera estadounidense Doja Cat y el cantante canadiense The Weeknd, lanzado a través de Kemosabe y RCA Records el 25 de junio de 2021, como el segundo sencillo del tercer álbum de estudio de Doja Cat, Planet Her.

## Fondo y grabación
Doja Cat había expresado su deseo de que The Weeknd apareciera en su tercer álbum de estudio, Planet Her, durante el proceso de grabación, inicialmente mostrándole una canción que ella misma pensaba que era "la canción perfecta". Según Doja Cat, esa canción "terminó no funcionando", sin embargo después de tocarle la versión original en solitario de «You Right», que ya estaba completa con dos versos, se «obsesionó» con ella y reemplazaron uno de esos versos con los suyos.
La existencia de la canción y su estatus como el «segundo sencillo ardiente» se anunció el 22 de abril de 2021, en una entrevista de portada de Billboard con Doja Cat, en la que The Weeknd había contribuido con la declaración: «Doja es una estrella y ha creado una universo único en el que solo quieres perderte. Tiene tanto impulso y una visión creativa tan amplia que veremos su impacto durante mucho tiempo». Durante una entrevista en la alfombra roja en los Billboard Music Awards 2021 a finales de mayo, Doja Cat confirmó una vez más que «You Right» sería el segundo sencillo de Planet Her después de «Kiss Me More». La canción marcará la segunda colaboración entre Doja Cat y The Weeknd, tras el remix del sencillo de Weeknd de 2020 «In Your Eyes».
Vulture, durante su reseña de Planet Her, describió «You Right» como una canción que sirve para canalizar los sentimientos de autocompasión.

## Video musical
Un video musical de «You Right» se lanzó junto con el álbum el 25 de junio de 2021. Doja Cat aparecerá en un episodio de la serie publicada de YouTube Originals antes del lanzamiento.

## Historial de lanzamientos
| Región         | Fecha               | Formato                      | Sello discográfico | Ref.  |
| -------------- | ------------------- | ---------------------------- | ------------------ | ----- |
| Varios         | 25 de junio de 2021 | Streaming                    | Kemosabe           |       |
| Estados Unidos | 29 de junio de 2021 | Radio de éxito contemporáneo | Kemosabe           | [ 9 ] |

## Charts
| Chart (2021)                           | Peak position |
| -------------------------------------- | ------------- |
| Australia (ARIA)                       | 11            |
| Austria (Ö3 Austria Top 40)            | 53            |
| Canadá (Canadian Hot 100)              | 10            |
| Francia (SNEP)                         | 120           |
| Alemania (Offizielle Deutsche Charts)  | 54            |
| Global 200 (Billboard)                 | 12            |
| Grecia (IFPI)                          | 15            |
| Hungría (Single Top 40)                | 24            |
| India (IMI)                            | 12            |
| Irlanda (IRMA)                         | 11            |
| Lituania (AGATA)                       | 15            |
| Malasia (RIM)                          | 20            |
| Países Bajos (Mega Single Top 100)     | 59            |
| Nueva Zelanda (Recorded Music NZ)      | 6             |
| Noruega (VG-lista)                     | 30            |
| Portugal (AFP)                         | 26            |
| Singapur (RIAS)                        | 12            |
| Eslovaquia (Singles Digitál Top 100)   | 47            |
| Suecia (Sverigetopplistan)             | 53            |
| Suiza (Schweizer Hitparade)            | 38            |
| Reino Unido (UK Singles Chart)         | 9             |
| Estados Unidos (Billboard Hot 100)     | 11            |
| Estados Unidos (Hot R&B/Hip-Hop Songs) | 3             |
| Estados Unidos (Mainstream Top 40)     | 19            |
| Estados Unidos (Rhythmic)              | 11            |